# Serge Gauya
Serge Gauya de su verdadero nombre Serge Gauye es un cantante Suizo que nació en Sion Suiza  el 11 de septiembre de 1977. Tiene en su trayectoria como cantante varios discos en español.

## Biografía
En 1994 Serge saca su primer sencillo Much Money en París, Francia. Desde 1995 hasta 1997 saca otros dos sencillos con los cuales participa en giras con artistas internacionales como: Imagination, Pussy, Th Express etc… paralelamente con sus estudios de medicina natural en Ginebra, donde también incursiona en el mundo de la moda.
Desde 1999 hasta el año 2004 Serge gran amante de la World Music, se instala en el Camerún-África donde participa en varios dúos con artistas del continente.
En su producción musical también podemos escuchar varios temas de Chill Out los cuales son distribuidos actualmente en Asia.
Desde 2005 Serge incursiona en la música en español y es así que en el año 2006 nos presenta su disco “Me Siento Latino” en español inspirado en sus experiencias vividas a lo largo de sus viajes. 
Este disco sale al mercado en Suiza (distribución K-Tel) y a la vez el 25 de septiembre del mismo año sale el disco del mismo nombre versión USA firmado por la Mojito Records en Miami y distribuido en los Estados Unidos por la (WARNER - WEA).
El 5 de diciembre de 2008 Serge gana en Miami el “Premio Estrella Music Award” de la mejor canción pop del 2008 con el tema "Me Siento Latino" en una gala que se realizó en el James L. Knight international Center.
En el mismo año Serge realiza el Himno oficial del Club de fútbol FC Sion en Suiza.
En el 2009 Serge saca su segundo disco en español llamado “El Placer de la Vida” distribuido por la K-tel International.
En 2010 hace una gira de medios (Radio, Prensa y Televisión) en el Ecuador, y su disco se distribuye en Italia por la SELF.

## Giras y premios
- Latino Tour 2006 (Ecuador)
- Premio Estrella Music Awards (8 de diciembre de 2008 - Miami Florida)
- Fox Music USA Latin Awards (26 de abril de 2014 - Houston Texas)

## Discografía
- 1994: Much money (single)
- 1994: Zone interdite (single)
- 1996: Seasons (single)
- 1997: Shake baby shake (single)
- 1997: Lovely dream (single)
- 1999: Indian dream, Dancing City /SSG - ASIA (compilación)
- 2000: Time reflexión, Dancing City /SSG - ASIA (compilación)
- 2007: Me siento latino, K-tel International (album)
- 2008: Rouge et Blanc - Rot und Weiss "Hymne officiel du FC Sion - Offizielle Hymne des FC Sion" (single)
- 2009: El Placer de la vida, K-tel International (album)
- 2010: Antes, Self Italie (album)
- 2011: Momentos Latinos (album)
- 2011: Los Refranes de la Abuela (single)
- 2012: Los Refranes de la Abuela (Dance Remix) (Single)
- 2013: Al Ritmo de la Vida (Single)
- 2014: La Única de mi Vida feat. Fulanito (Single)

Compilacíones
- 2004: Africa 1
- 2005: Morinda
- 2005: Spirit of chill out
- 2006: Latin Aventura. Vol. 2
- 2007: Latin Aventura. Vol. 3
- 2008: Latin Aventura. Vol. 4
- 2009: Spirit of chill out. Vol. 1
- 2009: Compilation Gitana Latina
- 2009: Latin Aventura. Vol. 5
- 2010: Latina Aventura Gold

web: www.sergegauya.com
Premio estrella music Award: http://www.youtube.com/watch?v=n-93fC5MNKo
http://www.elmercurio.com.ec/428906-serge-gauya-fue-homenajeado/#.U43Z-Ci8H9s
- Datos: Q3479321